# Funkcja kwasowości Hammetta
Funkcja kwasowości Hammetta (H0) – miara kwasowości używana w odniesieniu do bardzo stężonych kwasów, zasad, bądź tzw. superkwasów i superzasad. W przypadku takich substancji tracą sens zależności przybliżone, takie jak równanie Hendersona-Hasselbalcha, nie da się również wyrazić odczynu takich substancji za pomocą skali pH czy też pOH, gdyż tracą one sens fizyczny. Toteż funkcja kwasowości Hammetta stanowi uogólnienie tychże skal. Dzięki niej można też porównywać kwasowość roztworów w rozpuszczalnikach protycznych innych niż woda.

## Wyznaczanie
Inaczej niż w przypadku pH, wartości funkcji Hammetta wyznaczane są nie poprzez pomiar siły elektromotorycznej (tak działa większość pH-metrów), lecz przy użyciu wskaźnika barwnego. Jeżeli dysocjuje on zgodnie z równaniem:
AH + H2O ⇌ A– + H3O+
to funkcja kwasowości Hammetta opisana jest wyrażeniem analogicznym do równania Hendersona-Hasselbacha:
{\displaystyle H_{0}={\mbox{p}}K_{AH}+\log {\frac {a_{A^{-}}}{a_{AH}}}}
gdzie:
H0 –  funkcja kwasowości Hammetta
pKAH – ujemny logarytm ze stałej dysocjacji wskaźnika
aAH oraz aA– – aktywność odpowiednio formy niezdysocjowanej i zdysocjowanej wskaźnika
Iloraz aA–/aAH wyznacza się metodą spektrofotometryczną. Jeżeli wskaźnik ma silnie ujemną wartość pKBH+, możliwe jest wyznaczenie H0 dla kwasów o znacznym stężeniu, co w praktyce oznacza rozszerzenie skali pH do ujemnych wartości.
Funkcję kwasowości Hammetta można wyrazić też wzorem:
{\displaystyle H_{0}=-\log \left(a_{H_{3}O^{+}}{\frac {\gamma _{B}}{\gamma _{BH^{+}}}}\right)}
gdzie:
H0 –  funkcja kwasowości Hammetta
aH3O+ – aktywność stężeniowa
γB – współczynnik aktywności zasady B
γBH+ – współczynnik aktywności kwasu BH+ sprzężonego z zasadą B
H0 może przybierać wartości ujemne, np. dla 100% H2SO4 (ok. 18,4 M) H0 = −12.
Istnieją również inne funkcje kwasowości: Arnetta, Coxa, Katrizky'ego, Yatesa i Stevensa.